# Magín Germá y Subirá
Magín Germá y Subirá (Barcelona, 16 de septiembre de 1805 - Lérida, 11 de abril de 1842) fue un compositor y maestro de capilla español.

## Vida
Se formó musicalmente en el Monasterio de Montserrat, con el maestro Francisco Sampere, que era maestro de capilla de la iglesia de Santa María del Pino, en Barcelona. Allí estudió con Baltasar Saldoni. Tras el fallecimiento de Sampere en 1824, continuó los estudios con el sucesor en el magisterio, José Rosés.
En 1826 consiguió por oposición la plaza de maestro de capilla de la Catedral de Lérida, sucediendo a José Menéndez. Tuvo que dejar el cargo cinco años después, en 1831, debido al escándalo generado por su matrimonio con una joven de la alta sociedad local y su falta de salud. A pesar de ello tuvo una estancia fructífera, componiendo numerosas obras reconocidas por su originalidad. Fue discípulo suyo Francisco Oliver D'Aymauri en la escolanía.
Fallecería muy joven, el 11 de abril de 1842, a los 36 años, en Lérida, truncando una prometedora carrera musical.

## Obra
Dejó inspiradas composiciones, especialmente un salmo a dos coros con acompañamiento de órgano, una misa, un Te Deum y unas Lamentaciones.